# Дженд
Дженд — місто, яке описували географи XI і XII ст. як одне з найбільших мусульманських міст Туркестану. Аральське море в той час називалося морем Дженда. Дженд був центром сельджуцької влади.
Місто було зруйноване монголами і на сьогоднішній день це містечко Жанкала, яке розташоване на правому березі Жанадар'ї, в 115 км західніше від сучасного міста Кизилорда, Казахстан. Після ХІІІ століття Дженд в джерелах не згадувався.
Площа міста близько 40 га. Добре видно центральну вулицю, від якої під прямим кутом відходять провулки. В північно-західній частині видно квадратний пагорб цитаделі, що забудований великими будинками.